# Cavation
Die Cavation ist eine im Fechtsport verwendete Aktion. In einer Vorwärtsbewegung führt dabei die Spitze der Klinge eine kreisähnliche Bewegung um die gegnerische Waffe aus. Die Cavation (auch Umgehung genannt) wird verwendet, um der gegnerischen Waffe auszuweichen oder sich aus einer Bindung zu lösen. Unter einer Cavation ins Tempo versteht man einen Umgehungsangriff, der in den gegnerischen Angriff hinein erfolgt.
Die Cavation sollte möglichst klein ausgeführt werden, um die erforderliche Schnelligkeit zu erreichen, die es dem Gegner unmöglich macht, erneut zu parieren oder eine Bindung einzugehen.
Es gibt die einfache Cavation, das heißt, die Bewegung wird entweder nach links oder nach rechts ausgeführt, die Doppelumgehung (Doppelcavation), d. h. die Cavation wird erst nach links und dann nach rechts (oder umgekehrt) ausgeführt und die Kreisumgehung, d. h. die Waffe umgeht die gegnerische Waffe kreisförmig (zwei Umgehungen wahlweise nach links oder rechts).